# رولاند ولف
رولاند ولف (بالإنجليزية: Rowland Wolfe)‏ هو لاعب جمباز فني أمريكي، ولد في 8 أكتوبر 1914 في دالاس في الولايات المتحدة، وتوفي في 14 يناير 2010 في كونروي في الولايات المتحدة.

## وصلات خارجية
- رولاند ولف على موقع اللجنة الأولمبية الدولية (الإنجليزية)
- رولاند ولف على موقع أوليمبيديا (الإنجليزية)